# Santa Eulalia del Campo
Santa Eulalia del Campo è un comune spagnolo di 1 132 abitanti situato nella comunità autonoma dell'Aragona.